# Melville (New York)
Pour les articles homonymes, voir Melville.
Melville est une petite ville du comté de Suffolk, Long Island, dans l'État de New York. Elle avait une population de 14 533 habitants en 2000.